# Pieter van Dijke (politicus)
Pieter van Dijke (Vlaardingen, 25 september 1920 - Zeist, 9 mei 2003) was een Nederlands politicus van de ARP, later van het CDA.
Van Dijke was een gereformeerd onderwijzerszoon, die in een gevarieerde loopbaan het openbaar bestuur steeds trouw bleef. Hij was oorlogsvrijwilliger die de twee politionele acties in Nederlands-Indië meemaakte en zijn rechtenstudie daardoor met enige vertraging voltooide. Hij was achtereenvolgens gemeentesecretaris van Utrecht, burgemeester van Gouda, secretaris-generaal van Binnenlandse Zaken en ten slotte Commissaris der Koningin van Utrecht. Na die carrière in het openbaar bestuur bovendien nog enige jaren voorzitter van de NOS.
In 1982 kreeg hij door Prins Bernhard het Verzetsherdenkingskruis uitgereikt, voor getoonde dapperheid tijdens de Tweede Wereldoorlog. Van Dijke kreeg het kruis tegelijk met zijn echtgenote en zijn broer Theo van Dijke, die samen met hem in de Trouwgroep zaten en de distributie en verspreiding van het illegale blad Trouw verzorgden.
In 1988 werd hij erelid van de studentenvereniging S.S.R.-N.U. Dit bleef hij tot aan zijn dood in 2003.
Erik Jurgens (1975-1985) · Pieter van Dijke (1985-1988) · Joop van der Reijden (1988-1990) · Pieter van Dijke (wnd. 1990-1991) · Max de Jong (1991-1993) · André van der Louw (1994-1997) · Gerrit Jan Wolffensperger (1998-2003) · Harm Bruins Slot (2003-2008) · Henk Hagoort (2008-2016) · Shula Rijxman (2016-2022) · Frederieke Leeflang (2022-2025)
- Biografisch Portaal: 82274553
- Nederlandse Thesaurus van Auteursnamen: 06800107X
- Parlement.com: vg09llz91jzo
- Virtual International Authority File: 286575936
- WorldCat: E39PBJkD3XkfG3qGVBCdr8jgrq